# Oratorio del Rosario di Santa Cita
L'oratorio del Rosario di Santa Cita è un oratorio situato nel centro storico di Palermo. È ubicato in Via Valverde nel mandamento La Loggia, adiacente alla chiesa di Santa Cita.

## Storia

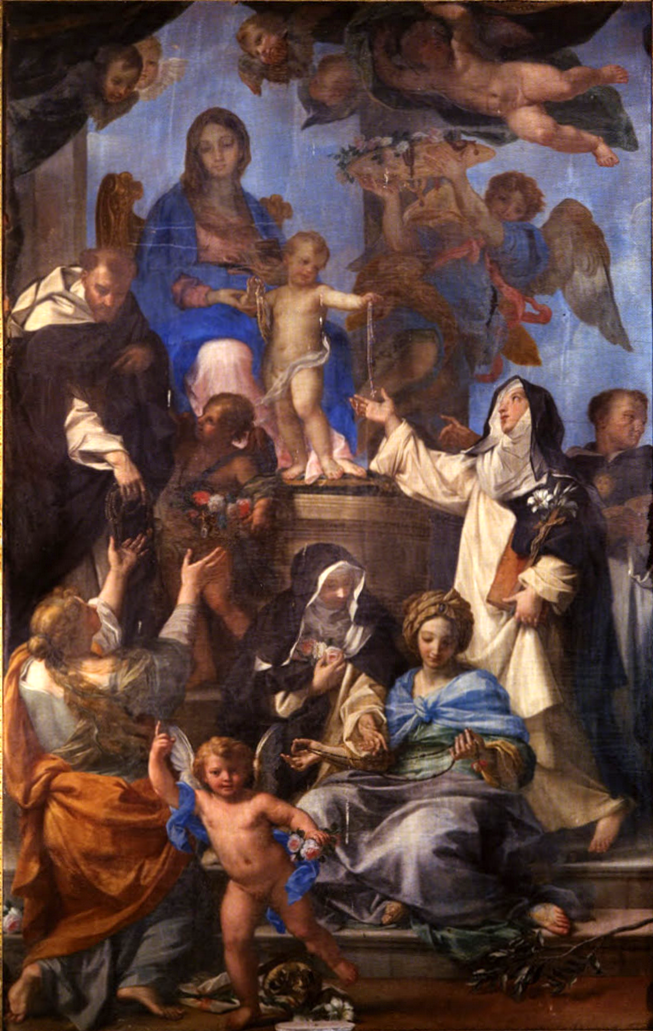
La Madonna del Rosario di Carlo Maratta, 1695

Edificio del Seicento fondato dall'omonima Compagnia del Rosario di Santa Cita. Esso rimarca lo schema tipo dell'oratorio come luogo di assemblea e di culto, con funzione liturgica e allo stesso tempo sociale e con la netta contrapposizione architettonica tra l'esterno evidentemente modesto e l'interno riccamente adorno. 
Vi si accede attraverso un piccolo portale sormontato da uno scudo marmoreo che attraverso una scalinata porta al ballatoio maiolicato su cui prospettano due portali marmorei in stile tardo-rinascimentale. Un ampio antioratorio, che espone numerosi ritratti dei superiori della compagnia, conduce all'aula oratoriale, interamente decorata da Giacomo Serpotta tra il 1686 e il 1718.
L'oratorio, realizzato con l'obiettivo di esaltare l'intervento della Madonna nella lotta fra cristiani ed infedeli, affida alla decorazione il compito di rappresentare e propagandare in maniera evidente e persuasiva i fini istituzionali a cui, come organismo religioso, è preposto.
Serpotta, incaricato di decorare in stucco il vasto ambiente, vi inserì numerosi angeli e putti dalle espressioni e posizioni estremamente libere e plastiche che sembrano giocare tra di loro, arrampicandosi sulla cornice delle finestre, facendo capolino da ghirlande floreali, voltando le spalle in maniera irriverente. Gli amorini piangono, dormono, allacciano le mani intorno alle ginocchia in atteggiamento pensoso.
Sulla parete della controfacciata vi è un amplissimo panneggio, sostenuto da una folla gioiosa di putti, al centro del quale è rappresentata la storica battaglia di Lepanto, celebrazione retorica della vittoria della Fede (i cristiani) sui miscredenti (i turchi musulmani). Ai lati sono raffigurati due giovani emaciati, simbolo degli orrori che la guerra può provocare.
Tutto intorno vi sono rappresentati i Misteri del Rosario attraverso un raffinato ciclo plastico, composto da putti, statue allegoriche e teatrini.
- Misteri gaudiosi (parete sinistra): Annunciazione, Visitazione, Natività, Presentazione al tempio e all'esterno dell'arco trionfale, in prospetto, il Ritrovamento di Gesù al Tempio o Gesù tra i Dottori.
- Misteri dolorosi (parete destra): Gesù nell'orto del Getsemani, Flagellazione, Coronazione di spine, il Calvario e all'esterno dell'arco trionfale, in prospetto, la Crocifissione.
- Misteri gloriosi (parete fondo, a partire dal basso a sinistra): Risurrezione, Ascensione, Discesa dello Spirito Santo, Assunzione di Maria, in alto al centro l'Incoronazione di Maria.

L'altare maggiore realizzato tra la fine del settecento e i primi anni dell'Ottocento, in stile neoclassico in marmo recante i monogrammi della Vergine e di Cristo, delimitato da pregiate cantorie, è arricchito con la bella tela di Carlo Maratta raffigurante la Madonna del Rosario (1695). Il dipinto su tela inserito entro un'elegante cornice in legno scolpita da Pietro Navarrino, raggruppa in una esposizione piramidale la Vergine Maria attorniata da San Domenico, Santa Caterina da Siena, San Vincenzo Ferreri, Santa Rosalia e Sant'Oliva. Il catino presbiteriale quadrangolare fu decorato dal Serpotta tra il 1717 e il 1718 con l'aggiunta di due statue raffiguranti Giuditta ed Ester. L'intervento fu ritenuto necessario per esaltare la magnifica tela dipinta dal Maratta. Lungo il perimetro dell'Oratorio si trovano gli scranni lignei in ebano intarsiato di madreperla su cui sedevano i confrati per assistere alle cerimonie religiose e alle adunanze.
Un recente restauro ha rivelato la presenza di alcuni disegni autografi del Serpotta sulle pareti dell'oratorio.
Non è accessibile ai disabili.

Ester - - - - - - - - - - -  Presbiterio - - - - - - - - -  Giuditta.

Parete destra o orientale: Misteri dolorosi. - - - - - - - - - - - - - - - - - -  Controfacciata: - - - - - - - - - - - - - - -  Parete sinistra o occidentale: Misteri gaudiosi.

Misteri gloriosi.

## Compagnia del Rosario di Santa Cita
- 1570, Fondazione della Compagnia del Rosario di Santa Cita.[2]

## Conservatorio dei fanciulli dispersi
Primitivo seminario di musica destinato agli orfani ubicato dirimpetto l'oratorio.